# Breaking Up Is Hard to Do
«Breaking Up Is Hard to Do» (Romper una relación es duro) es una canción grabada por Neil Sedaka, y coescrita por Sedaka y Howard Greenfield. Sedaka Grabó esta canción dos veces, en 1962 y 1975, en dos arreglos diferentes, y está considerada su canción insignia. Otra canción con el mismo nombre anteriormente había sido grabado por Jivin' Gen and The Jokers en 1959.[cita requerida]

## Neil Sedaka: versión original del 62
Descrita por AllMusic como "dos minutos y dieciséis segundos de magia de pop" La canción llegó a número uno en la Cartelera Caliente 100 el 11 de agosto del 1962 y fue número doce en la lista R&B. Fue también un éxito a nivel mundial, logrando número 7 en el Reino Unido, a veces con la letra traducida a lenguas extranjeras. Por ejemplo, la versión italiana se tituló "Tu no lo sai" ("no Sabes") y estuvo grabada por el propio Sedaka.
En esta versión, el coro lo hacen The Cookies.
El personal en la grabación original incluía: Al Casamenti, Art Ryerson, y Charles Macy a la guitarra; Ernie Hayes al piano; George Duvivier al bajo; Gary Chester en tambores; Artie Kaplan al saxófono; George Devens y Phil Kraus a la  percusión; Seymour Barab y Morris Stonzek al chelo; y David Gulliet, Joseph H. Haber, Harry Kohon, David Sackson, y Louis Stone a los violines.

## Sedaka: versión del 75
Sedaka regrabó su tema como una balada en 1975. El arreglo más lento logró el puesto #8 en diciembre de 1975 y fue número uno en el Adult Contemporary. Fue la segunda vez que un artista hizo el Top Ten con dos versiones diferentes de la misma canción.[cita requerida]

## Versión de The Partridge Family
La versión del grupo familiar The Partridge Family en 1972 solo tuvo un éxito moderado en América del Norte, pero logró el número 3 en el Reino Unido y Australia.

## Otras versiones
"Breaking Up Is Hard to Do" ha sido versionada por muchos artistas:
- Paul Anka
- Carpenters
- Dee Dee Sharp
- Nick Carter
- Gloria Estefan
- La Onda Vaselina
- The Four Seasons
- Eydie Gorme
- Lucy Hale
- Garrett Haley
- Alvin and the Chipmunks
- The Happenings, whose version charted at #67 on the Billboard Hot 100
- Tom Jones
- Killola
- Carole King
- Little Eva
- Renee Olstead
- Zoogz Rift
- Svenne & Lotta
- Lenny Welch, US number 34 in 1970
- Andy Williams
- Cartoons
- A duet between Sedaka and Norwegian singer Sissel Kyrkjebø
- Mak and the Dudes
- Damian McGinty of Celtic Thunder
- Clay Aiken recorded the song as a bonus track for his 2010 album,Tried and True.
- Shelley Fabares recorded the song for her 1962 album The Things We Did Last Summer
- Aimer
- The Overtones
- British rock duo The Marbles recorded the song and appears on their 1970 self-titled album[4]

Versión alemana: Abschiednehmen ist tan schwer
- Anna-Lena Löfgren (1962; cantante sueca , nacida 1944, murió 2010)

Versión francesa: Moi je pense encore à toi
- Cantado y adaptado por Claude François (coautor de "Mi Manera") el título significa "todavía estoy pensando de ti".
- Sylvie Vartan bajo el mismo título francés Moi je pense encore un toi (todavía estoy pensando en ti)

Versión portuguesa: O Superstar
- Cantado por João Penca e Seus Miquinhos Amestrados (1993)

Versión española: Qué triste es el primer adiós
- Cantado por La Onda Vaselina (1989).
- Cantado por Tennessee (2016).